# Ilie Șerbănescu
Ilie Șerbănescu (n. 20 iulie 1942, București, România – d. 8 aprilie 2024, București, România) a fost un economist român, ministrul reformei, președintele Consiliului pentru Reformă în guvernul Victor Ciorbea, de la 5 decembrie 1997 până la 17 aprilie 1998.

## Date biografice
A absolvit Academia de Studii Economice, București. A fost doctor în economie (doctorat obținut în 1978) și vicepreședinte al Societății Române de Economie. Șerbănescu a fost economist, ministru, realizatorul emisiunii Rătăciți în tranziție de la Pro TV, și fost director al Ziarului Financiar.

## Lucrări scrise
A scris șase cărți: 
- Corporațiile transnaționale, 1978
- Terra: portret în alb-negru, 1980
- Reforma economică în România: jumătățile de măsură dublează costurile sociale, 1994
- Manifestul partidului imobilist, 1996
- România, o colonie la marginea Europei, 2016
- Colonialismul actual și colonia sa România, Ed. Mica Valahie, 2018

A publicat, de asemenea, peste 600 de articole și studii asupra reformei postdecembriste din România.